# Рогіз вузьколистий
{{#ifeq:0|0|{{#if:|{{#if:Typhaangustifolia|[[]}}|}}}}
Рогі́з вузьколи́стий (Typha angustifolia L.) — вид рослин роду рогіз (Typha) родини рогозових (Typhaceae).
Місцеві назви — рогіз, рогоза, киях, кияшок комиш (останнє невірно). Видова латинська назва в точному перекладі означає якраз «вузьколистий», дана рослині за форму листків.

## Опис
Рогіз вузьколистий — багаторічна трав'яниста водяна рослина.
Висота рослини 1-2,5 м.

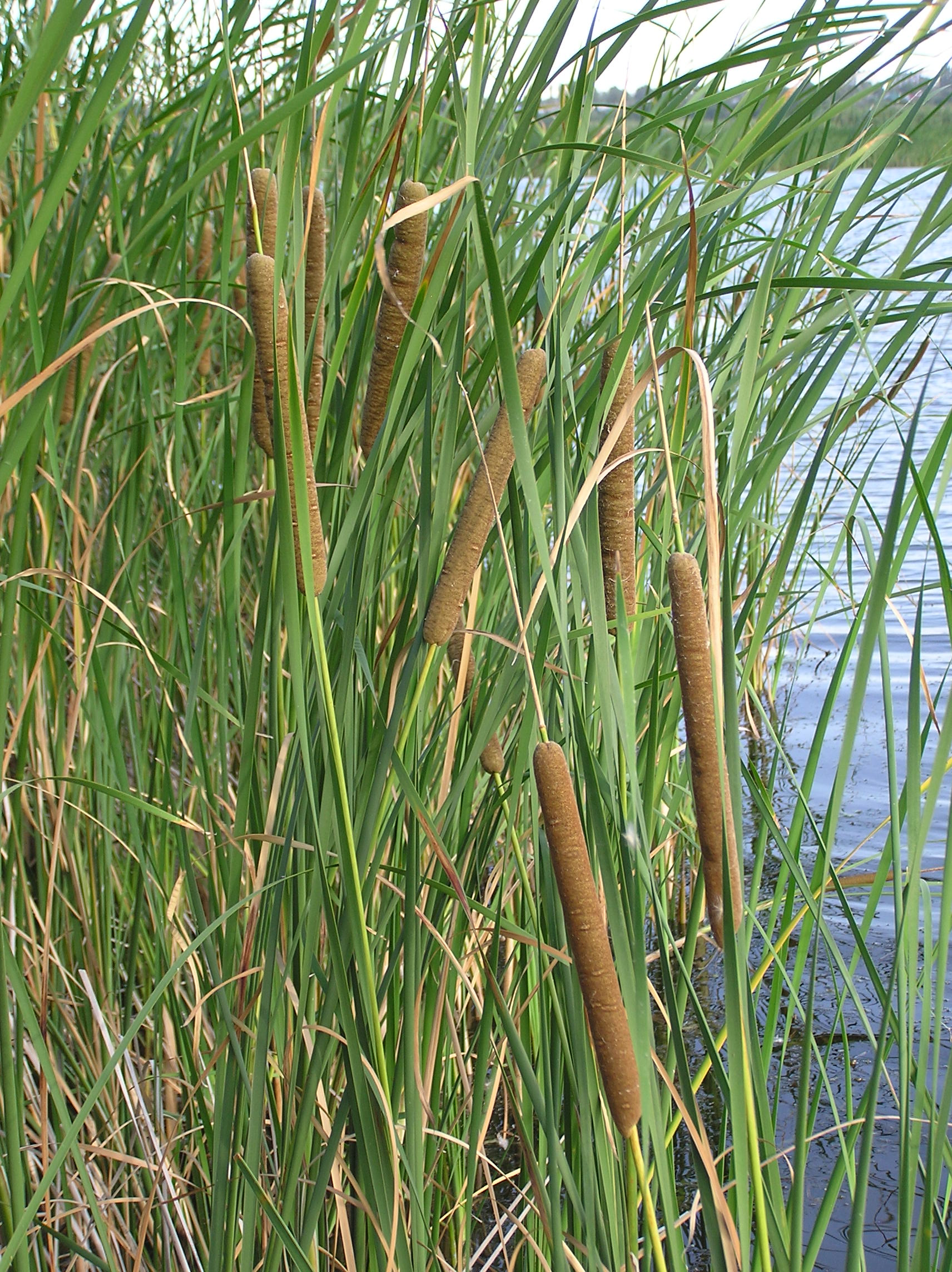
Рогіз вузьколистий у Саратовської області, Росія.

Має повзуче кореневище, від якого в обидва боки відходять надземні стебла до 2 м заввишки, вкриті листками, у нижній частині дуже довгими, лінійно-мечоподібними. Від кореневища відходять також корені: тонші, спрямовані вгору відходять у воду і вбирають з неї поживні речовини. У стеблах і листках багато провідних пучків.
Дрібні одностатеві квітки, зібрані в густі циліндричні бурі або чорно-бурі суцвіття-китички. У нижній частині суцвіття — маточкові квітки, у верхній — тичинкові. Квітки біля основи оточені довгими волосками. Тичинкові квітки мають З тичинки, маточкові — одну маточку, що піднімається на довгій ніжці.
Саме вузьколінійними зеленими листками (4-10 мм завширшки) і вузько циліндричною, бурою маточковою частиною суцвіття (10-35 см завдовжки), відмежованою від тичинкової частини голим проміжком осі (2-10 см завдовжки), рогіз вузьколистий відрізняється від близького рогозу широколистого.
Цвіте рогіз вузьколистий в червні—липні.
Плід — горішок. Рогіз — вітрозапильна рослина. Плоди поширюються вітром. Цьому сприяють пучки волосків біля плодів. Завдяки цим волоскам рослина може поширюватися і водою: вони дають змогу плодам утримуватися на поверхні води до трьох днів.

## Поширення
Викопні рештки рогозу відомі з міоцену. Поширений по всій земній кулі.
Росте по берегах озер, ставків, у неглибоких водоймах, малих річках з повільною течією по всій Україні.

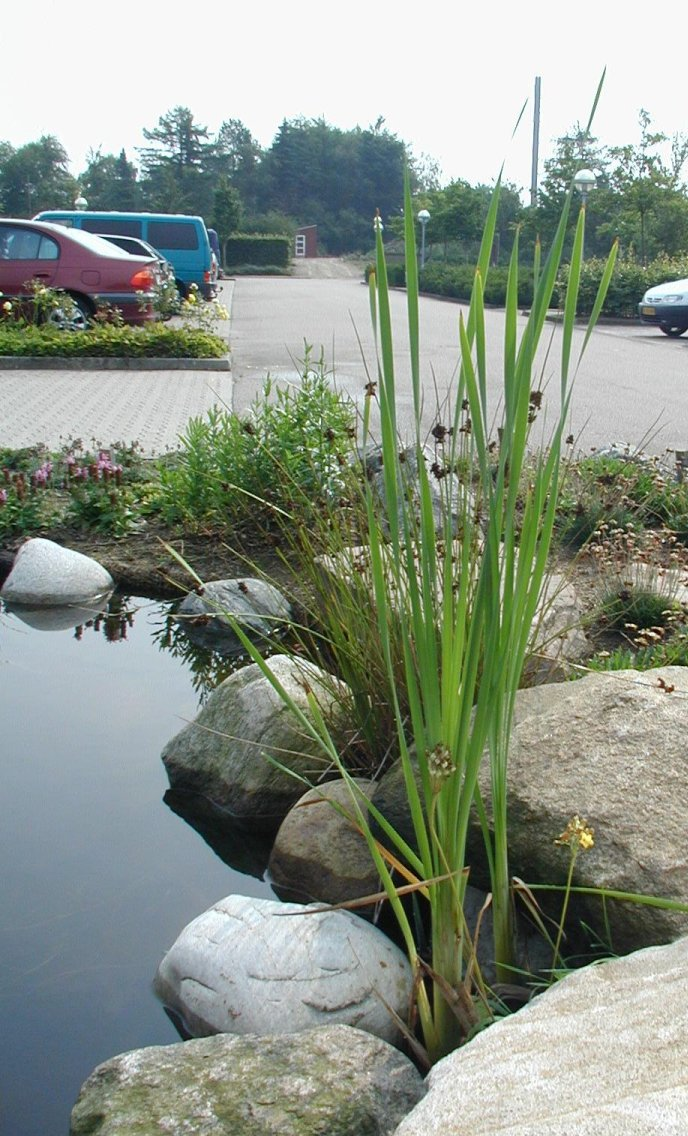
Приклад декоративного використання — для оздоблення штучної водойми, Нідерланди

## Використання
З давніх часів рогіз вузьколистий використовують для різноманітних потреб. Як і решта рогозів він — цінна плетивна, волокниста, целюлозно-паперова, будівельна, харчова, кормова, лікарська і декоративна рослина.
Про це більш детально дивіться: Практичне використання рогозів.
З листків рогозу вузьколистого виготовляють рибальські снасті, кошики, мати тощо.
У гомеопатії використовують свіжі кореневища рогозу вузьколистого.
Надземна частина рогозу вузьколистого худобою не поїдається через низьку поживність.
Як декоративна рослина рогіз вузьколистий рекомендується для оформлення водних басейнів і вологих місць у парках і лісопарках. Жіночі суцвіття використовують для сухих букетів.